# Sinbad Rock
Der Sinbad Rock ist ein 3 m hoher Klippenfelsen im Archipel der Südlichen Shetlandinseln. Er liegt 2 km westnordwestlich von Square End Island vor dem westlichen Ende von King George Island.
Wissenschaftler der britischen Discovery Investigations kartierten und benannten ihn 1935. Der weitere Benennungshintergrund ist nicht überliefert.